# Вероника Вълканова
Вероника Вълканова е български педагог, психолог и преподавател.

## Биография
Родена е на 17 март 1961 година.
Средното си образование получава в Софийската математическа гимназия и Националната професионална гимназия по полиграфия и фотография. Работи като фотограф в Киноцентър Бояна и е фотограф на продукцията на игралния филм Юдино желязо.
През 1993 г. завършва Предучилищна педагогика във Факултета по начална и предучилищна педагогика на Софийския университет, а по-късно и психология във Философския факултет на Софийския университет. Има специализация по телевизионно програмиране за деца в BBC, Лондон. От 2006 г. е доцент.
Вероника Вълканова е основен идеен основател и организатор на професионалния празник на психолозите „Денят на психолога“, обявен на 4 април 1995 година с първото официално честване в Яйцето на Софийския университет.
В последните си години води семинари с учители от детски градини и основни училища из цялата страна по програми на МОН. Основните ѝ научни интереси са в областта на социализацията и информационната и медийната грамотност на децата.
Има учредена годишна стипендия на името на доц. Вероника Вълканова, която се дава за високи постижения и отличен успех на студенти от специалността Педагогика на масовата и художествена комуникация във ФНОИ на СУ „Св. Кл. Охридски“.
Умира на 7 юли 2016 година в София на 55-годишна възраст.

## Научни трудове
- Социализация на децата в технологична среда. УИ „Св. Климент Охридски“, 2006
- Интерактивността в учебния процес (или за рибаря, рибките и риболова). В съавторство с В.Гюрова, В.Божилова, Г.Дерменджиева), Европрес, 2006
- Педагогическа дейност в мултикултурна среда. Фабер, 2010.